# Shedrach Ebite
Shedrach Ebite (29 januari 2006) is een Nederlands-Nigeriaans voetballer die doorgaans speelt als aanvaller. Hij verruilde in de zomer van 2024 Ajax voor FC Utrecht.

## Clubcarrière
Ebite doorliep de jeugdopleidingen van FC Den Bosch en Ajax. Op 27 oktober 2023 mocht hij zijn debuut maken in het betaald voetbal voor Jong Ajax, in een wedstrijd tegen Roda JC (1-2). Hij kwam in de 69e minuut in de ploeg voor Stanis Idumbo. Ebite kwam voor Jong Ajax niet verder dan één invalbeurt en verruilde de club in de zomer van 2024 voor FC Utrecht, waar hij in eerste instantie aansluit bij de Onder 19.

## Statistieken
| Seizoen | Club            | Competitie     | Competitie | Competitie | Beker | Beker | Overig | Overig | Totaal | Totaal |
| Seizoen | Club            | Competitie     | Wed.       | Dlp.       | Wed.  | Dlp.  | Dlp.   | Dlp.   | Wed.   | Dlp.   |
| ------- | --------------- | -------------- | ---------- | ---------- | ----- | ----- | ------ | ------ | ------ | ------ |
| 2023/24 | Jong Ajax       | Eerste divisie | 1          | 0          | –     | –     | –      | –      | 1      | 0      |
| 2024/25 | Jong FC Utrecht | Eerste divisie | 0          | 0          | –     | –     | –      | –      | 0      | 0      |
| Totaal  | Totaal          | Totaal         | 1          | 0          | –     | –     | –      | –      | 1      | 0      |

Bijgewerkt op 17 maart 2025.